# Ropnica
Ropnica (łac. pyaemia) – rodzaj posocznicy, wywołanej przez krążące we krwi bakterie ropotwórcze i prowadzącej do powstania ropni przerzutowych (łac. abscessus metastatici).